# Elliott Woods

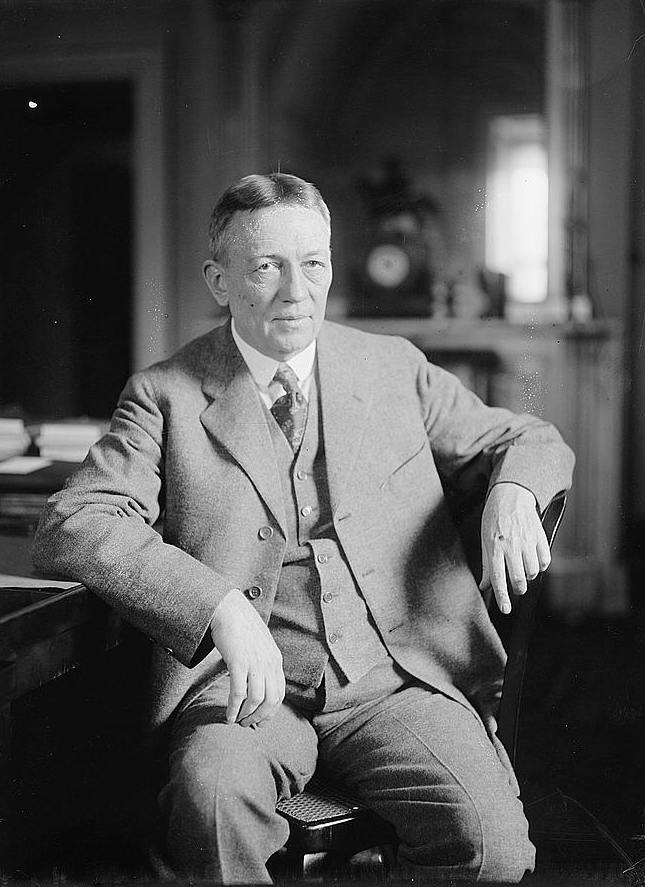
Elliott Woods

Elliott Woods (* 2. Februar 1865 bei Manchester, England; † 22. Mai 1923 in Spring Lake, New Jersey) war ein US-amerikanischer Architekt, der von 1902 bis 1923 als Architect of the Capitol für das Regierungsviertel in Washington, D.C. planerisch verantwortlich war.

## Frühes Leben
Vor seiner Ernennung zum Architect of the Capitol war Wood siebzehn Jahre als Architekt und als Büroleiter in der Behörde tätig. Wood war für eine Reihe öffentlicher Bauten in Washington und der Umgebung als Architekt oder assistierender Architekt tätig und war Ehrenmitglied des American Institute of Architects.

## Architekt des Kapitols
Wood wurde durch US-Präsident Theodore Roosevelt am 19. Februar 1902 zum Architekt des Kapitols ernannt. Wood blieb auf diesem Posten bis zu seinem Tod am 22. Mai 1923. Während dieses Zeitraums änderte sich das Capitol nur wenig, allerdings brauchte das Repräsentantenhaus mehr Platz, da die Zahl der Mitglieder auf 435 gestiegen war. Unter der Aufsicht von Wood wurden zwei Bürogebäude gebaut. Das Cannon House Office Building wurde 1908 eingeweiht und das Russell Senate Office Building 1909. Der Tunnel zwischen dem Capitol und dem Russell wurde fertiggestellt und der motorisierte Verkehr zwischen beiden Gebäuden durch den Tunnel begann 1912. Das Kraftwerk des Capitols wurde 1910 in Betrieb genommen. Auf dem Capitol Hill war Woods verantwortlich für die Heizungs-, Beleuchtungs- und Belüftungssysteme. Nach dem Tod Woods’ im Amt wurde David Lynn zu seinem Nachfolger als Architect of the Capitol.